# 日軽形材
日軽形材株式会社（にっけいかたざい、英文社名：NIKKEI EXTRUSIONS COMPANY.,LTD.）は、日本軽金属グループに所属するアルミニウム製品の製造メーカーである。

## 主力製品・事業
- アルミニウム押出材の製造・販売

## 主要事業所
- 本社 - 岡山県高梁市落合町阿部2100番地

## 沿革
- 1973年（昭和48年）4月 - アルミニウム押出材の製造・販売を目的に、光軽金属工業株式会社の完全子会社として株式会社ヒカリ設立。資本金2500万円。
- 1973年（昭和48年）5月 - 日本軽金属株式会社が資本参加。資本金1億円に増資。
- 1975年（昭和50年）3月 - 資本金2億円に増資。
- 1976年（昭和51年）3月 - 日本軽金属株式会社の完全子会社となる。
- 1976年（昭和51年）9月 - 資本金4億円に増資。
- 1981年（昭和56年）3月 - 各種形材製品の加工を開始。
- 1982年（昭和57年）4月 - 販売会社として中国日軽形販株式会社を設立。
- 1985年（昭和60年）2月 - 日軽形材株式会社に商号変更。
- 1997年（平成 9年）2月 - 山形アルミ株式会社の営業権譲受。
- 2000年（平成12年）3月 - 資本金7億円に増資。
- 2000年（平成12年）6月 - 山形工場を閉鎖。
- 2000年（平成12年）9月 - 資本金19億5000万円に増資。
- 2004年（平成16年）7月 - 資本金4億円に減資。
- 2011年（平成23年）3月 -　日軽金アクト株式会社、理研軽金属工業株式会社、日軽建材工業株式会社、株式会社エヌティーシー、日軽新潟株式会社、日軽蒲原株式会社と共同株式移転により、中間持株会社日軽金加工開発ホールディングス株式会社（日本軽金属の完全子会社）を設立。同社の完全子会社となる[2]。
- 2012年（平成24年）10月 - 親会社の日軽金加工開発ホールディングス株式会社が日本軽金属ホールディングス株式会社の完全子会社となる。
- 2023年（令和5年）1月 - 大阪支店を閉鎖。

## 主要関係会社
- 日本軽金属ホールディングス株式会社
- 日軽金加工開発ホールディングス株式会社
- 日軽金アクト株式会社
- 日軽蒲原株式会社
- 日軽新潟株式会社
- 株式会社エヌティーシー
- 理研軽金属工業株式会社

他